# Wiktor Andrejewitsch Skumin

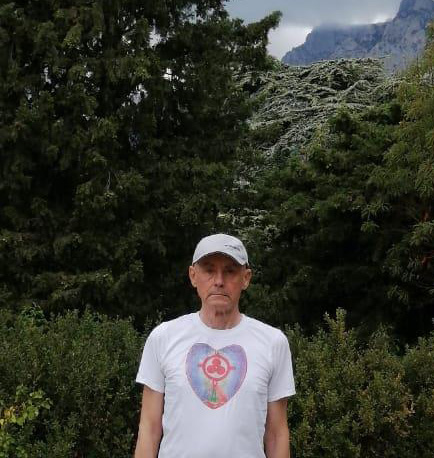
Wiktor Skumin, 2020

Wiktor Andrejewitsch Skumin (russisch: Ви́ктор Андре́евич Ску́мин, IPA:[ˈVʲiktər ɐnˈdrʲejɪvʲɪtɕ ˈskumʲɪn], geboren am 30. August 1948 in der Oblast Pensa, UdSSR) ist ein russischer und sowjetischer Wissenschaftler, Psychiater, Philosoph und Schriftsteller.

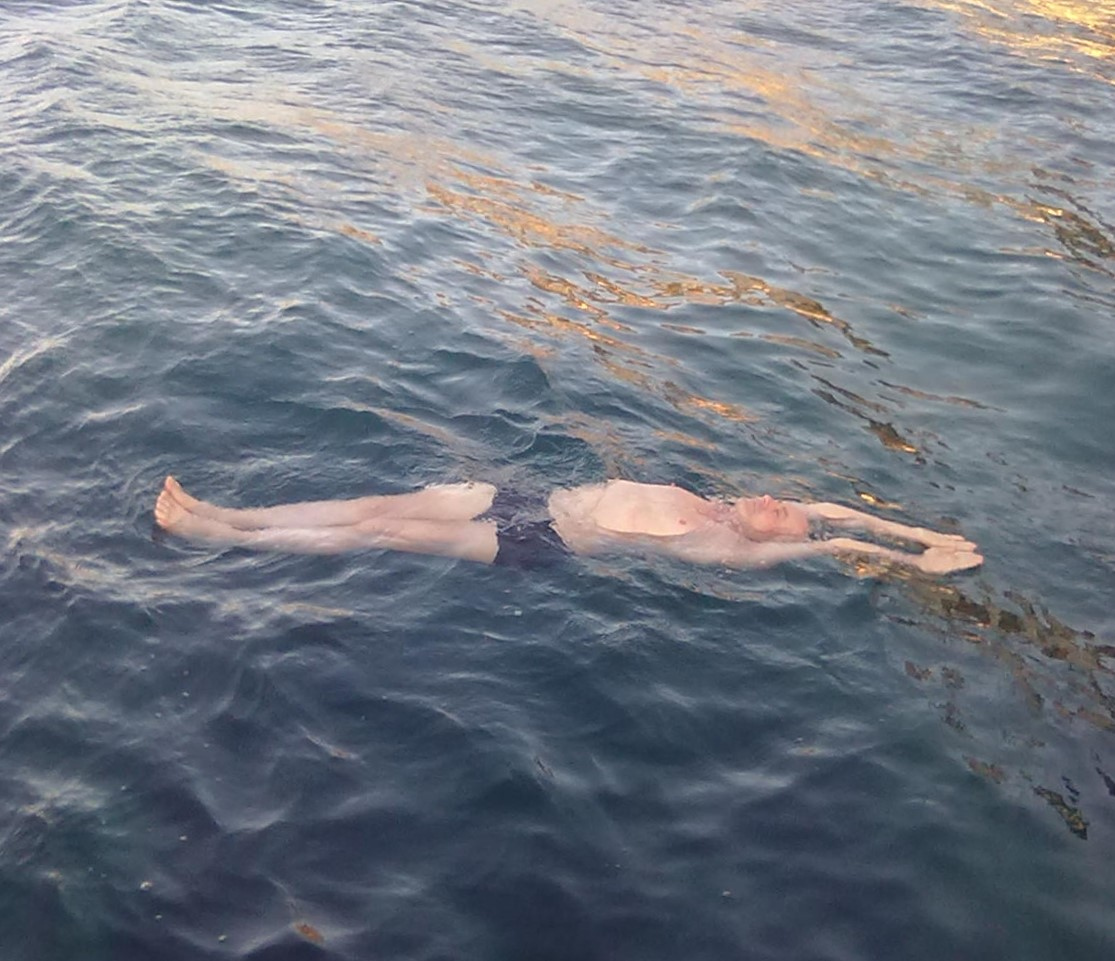
Wiktor Skumin schwimmt in Yastikasana, 2022.

## Leben
Nach dem Abschluss der Charkiw National Medical University 1973 wurde er 1976 Psychotherapeut am Kiewer Institut für Herz-Kreislauf-Chirurgie.
1978 beschrieb er ein psychopathologisches Syndrom, das nach der Implantation einer Herzklappe auftritt und in der Fachliteratur auch als Skumin-Syndrom bezeichnet wird. Er führte eine Methode der Psychotherapie und Selbstverbesserung ein, die auf Autosuggestion zur psychologischen Rehabilitation von kardiochirurgischen Patienten basiert (1979).
Von 1980 bis 1990 war er Professor für Psychotherapie an der Medizinischen Akademie für postgraduale Bildung in Charkiw. Das Hauptergebnis seiner wissenschaftlichen Tätigkeit war die Entdeckung des „Syndroms des neurotischen Phantoms einer somatischen Erkrankung“ und eines „Konzepts des geistigen Bestandteils einer chronischen somatischen Erkrankung“.
Von 1990 bis 1994 bekleidete Skumin verschiedene leitende Positionen an der Staatlichen Kulturakademie in Charkiw. 1994 wurde er auf den Posten des Präsidenten-Gründers der Weltorganisation für Gesundheitskultur (Moskau) gewählt. 1995 wurde Skumin der erste Chefredakteur der Zeitschrift „Zur Gesundheit durch Kultur“. Er ist bekannt dafür, den populären Begriff „Kultur der Gesundheit“ (1968) geprägt zu haben.

## Literarische und publizistische Tätigkeiten
Wiktor Skumin schrieb Bücher über Psychiatrie, Psychologie, gesunde Lebensweise und Yoga sowie Romane, Essays und mehrere Lieder, darunter eine Hymne „Zur Gesundheit durch Kultur“, bei der die Großbuchstaben jeder der vier Strophen das Wort „Agni“ bilden. Er war Co-Autor einer Reihe illustrierter Bücher und Artikel über Agni Yoga, Roerichismus, Russischen Kosmismus, Transhumanismus und New Age.